# Ormkvinna
Ormkvinna är en skulptur utförd av Ulrica Hydman Vallien och sedan 2006 placerad i bostadsområdet Bergahöjden i Åkersberga. Skulpturen är tre meter hög och har vit botten på vilken former och figurer målats, bland annat klänning och ansiktsdrag.